# Altars of Madness
Altars of Madness debitantski je studijski album američkog death metal-sastava Morbid Angel. Diskografska kuća Earache Records objavila ga je 12. svibnja 1989.

## O albumu
Altars of Madness jedan je od prvih albuma death metala s albumima kao što su Seven Churches sastava Possessed i Scream Bloody Gore sastava Death. Drugi je put pušten u prodaju 2003. Prvi je album sastava snimljen s vokalistom i basistom Davidom Vincentom, gitaristom Richardom Brunellom i bubnjarom Peteom Sandovalom.

## Popis pjesama
Tekstovi i glazba: David Vincent i Trey Azagthoth, osim gdje je navedeno drugačije
| 1.    | »Immortal Rites«                                                     |                          | 4:05 |
| 2.    | »Suffocation«                                                        |                          | 3:14 |
| 3.    | »Visions ftom the Dark Side«                                         |                          | 4:08 |
| 4.    | »Maze of Torment«                                                    |                          | 4:23 |
| 5.    | »Lord of All Fevers & Plague« (Bonus pjesama na CD izdanju)          |                          | 3:28 |
| 6.    | »Chapel of Ghouls«                                                   | Azagthoth, Mike Browning | 4:58 |
| 7.    | »Bleed for the Devil«                                                |                          | 2:22 |
| 8.    | »Damnation«                                                          |                          | 4:09 |
| 9.    | »Blasphemy«                                                          |                          | 3:28 |
| 10.   | »Evil Spels«                                                         |                          | 4:12 |
| 11.   | »Maze of Torment« (Re-mix, bonus pjesama na izdanju s 2003. godine)  |                          | 4:27 |
| 12.   | »Chapel of Ghouls« (Re-mix, bonus pjesama na izdanju s 2003. godine) | Azagthoth, Mike Browning | 4:59 |
| 13.   | »Blasphemy« (Re-mix, bonus pjesama na izdanju s 2003. godine)        |                          | 3:21 |
| 51:14 |                                                                      |                          |      |

## Zasluge
| Članovi sastava - David Vincent - vokali, bas-gitara, tekstovi, glazba - Trey Azagthoth - gitara, tekstovi, glazba - Richard Brunelle - gitara - Pete Sandoval - bubnjevi | Ostalo osoblje - Mike Browning - tekstovi (pjesme 6., 12.) - Digby Pearson - produkcija, inženjer zvuka - Tom Morris - inženjer zvuka - Bob Collet - fotografije - Dan Seagrave - omot albuma |